# كيم راي وون (ممثل)
كيم راي وون (بالكورية: 김래원، هانجا: 金來沅) من مواليد 19 مارس 1981 هو ممثل من كوريا الجنوبية، ذاعت شهرته في عام 2003 في مسلسل قطة على السطوح، ومسلسلات مثل قصة حب في هارفارد عام (2004)، الذواقة عام (2008)، وعد الألف يوم عام (2011) اللكمة عام (2014 - 2015)، والأطباء عام (2016)، المستجيبون الأوائل (2022).

## روابط خارجية
- مقالات تستعمل روابط فنية بلا صلة مع ويكي بيانات